# Cussy-en-Morvan
Cussy-en-Morvan is een gemeente in het Franse departement Saône-et-Loire (regio Bourgogne-Franche-Comté) en telt 383 inwoners (2018). De plaats maakt deel uit van het arrondissement Autun.

## Geografie
De oppervlakte van Cussy-en-Morvan bedraagt 33,9 km², de bevolkingsdichtheid is 13,5 inwoners per km² (2011).
De onderstaande kaart toont de ligging van Cussy-en-Morvan met de belangrijkste infrastructuur en aangrenzende gemeenten.

## Demografie
Onderstaande figuur toont het verloop van het inwonertal (bron: INSEE-tellingen).

## Geboren
- Frans I van Nevers (1516-1562) graaf en hertog van Nivernais